# Gungstolsfötter
Gungstolsfötter är en missbildning som består i att fotsulorna är konvexa, det vill säga buktar åt fel håll, oftast förenat med onormalt utskjutande hälar. Det är vanligt vid vissa kromosomrubbningssyndrom i form Pataus syndrom (trisomi 13), Edwards syndrom (trisomi 18), trisomi 9, samt vid mutation i genen HOXD10.